# Транспорт на Арубе

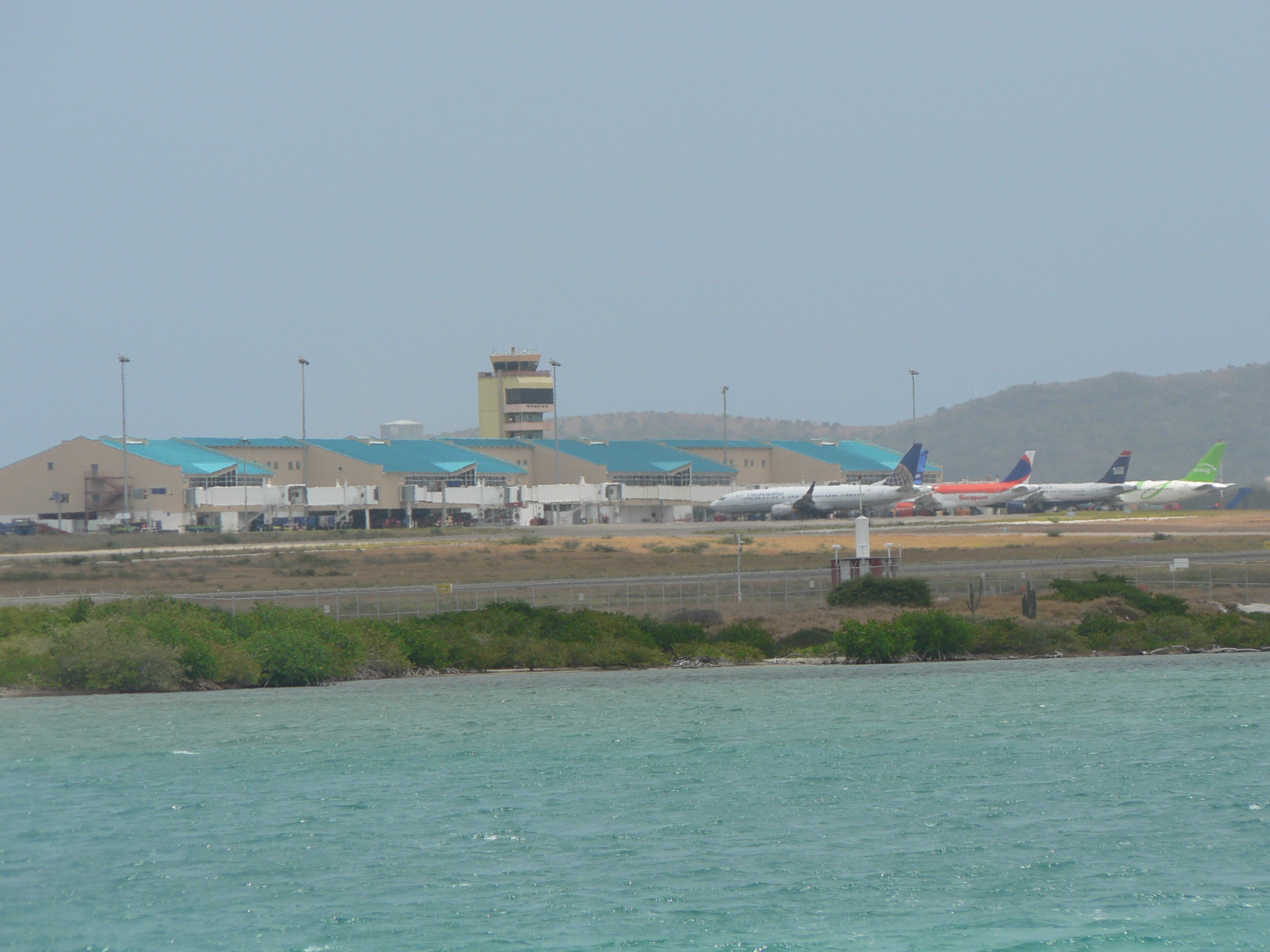
Международный аэропорт имени королевы Беатрикс

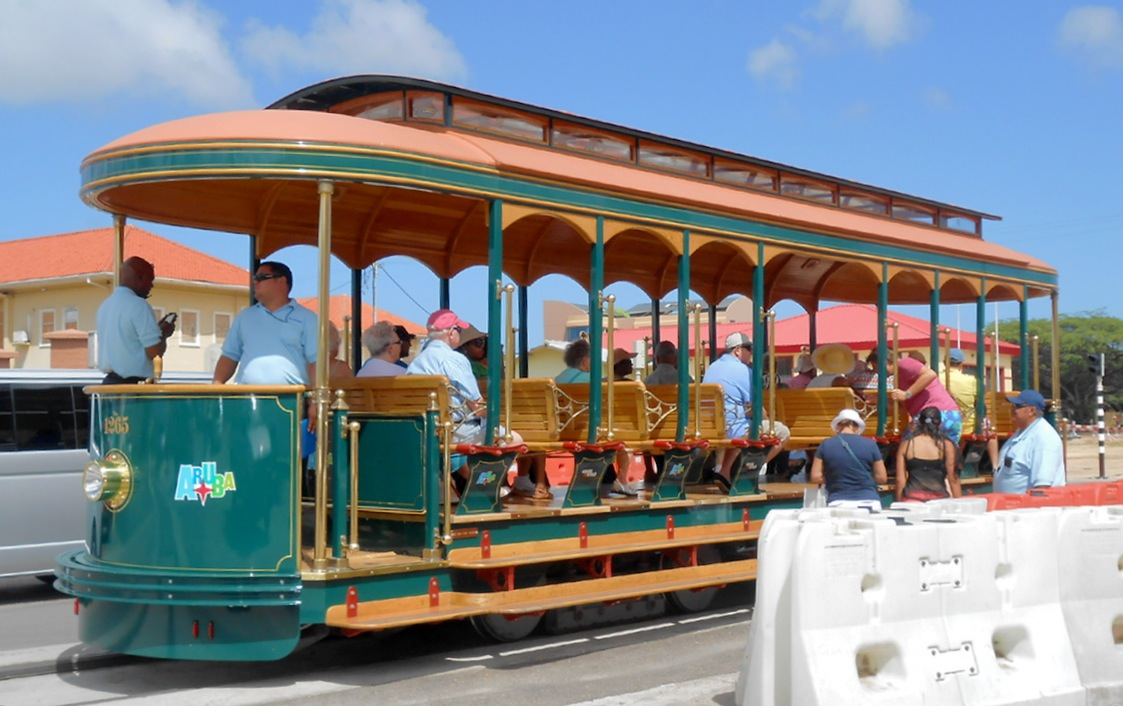
Трамвай (2014 год)

Основным транспортом на Арубе являются личный автотранспорт, автобусы и такси. Все значимые автомобильные магистрали имеют твёрдое покрытие, по направлению от побережья вглубь острова доля автодорог с твёрдым покрытием уменьшается. В общей сложности на Арубе 800 километров автомобильных трасс, 287 километров из которых — грунтовые. Движение правостороннее.

## Общие сведения
На Арубе действует государственная автобусная компания Arubus, на линиях которой работает около 30 машин. Распространены также частные микроавтобусы. Главная автостанция находится в центральном районе Ораньестада.
По соседству с Арубой расположены Кюрасао и Венесуэла, однако паромное сообщение практически не используется, и страны связаны главным образом ближнемагистральными рейсами из международного аэропорта имени королевы Беатрикс.
На острове работают три морских порта: Баркадера, Ораньестад и Синт-Николас. Оператором первых двух является государственная компания «Управление портами Арубы», третий порт находится в ведении нефтеперерабатывающей компании Valero Energy. Порты Баркадера и Синт-Николас в-основном обрабатывают промышленную продукцию и нефтепродукты.

### Железная дорога
В декабре 2012 года в Ораньестаде открылась трамвайная система.
Ранее на Арубе работали две узкоколейные железнодорожные линии, в настоящее время они демонтированы.